# Abad (Dżabal Siman)
Abad (arab. أعبد) – wieś w Syrii, w muhafazie Aleppo, w dystrykcie Dżabal Siman. W 2004 roku liczyła 390 mieszkańców.